# مجلس نواب ولاية ديلاوير
مجلس نواب ولاية ديلاوير (بالإنجليزية: Delaware House of Representatives)‏ هو مجلس النواب التشريعي لولاية الأمريكية، يقع المقر الرئيسي له في دوفر، ديلاوير.